# Jenteal
Jenteal (Oklahoma; 26 de junio de 1976 - Filipinas, 30 de octubre de 2020) fue una actriz pornográfica estadounidense. Desarrolló principalmente su carrera entre 1994 y el año 2000.

## Biografía
Tras criarse en Sacramento decide mudarse a Los Ángeles para iniciar una carrera como actriz porno.
Debuta en 1985 con la película New Faces, Hot Bodies 15. En ella, se atreve con la primera y única escena de sexo anal de su carrera. Tras rodar durante casi dos años para diversas productoras en 1996 firma un contrato en exclusiva con Vivid que se prolongaría durante cuatro años. Más adelante, y aún con el ojete muy dilatado, con Vivid la actriz rueda principalmente escenas lésbicas como en Fashion Plate (1996), Heat (1997), Where the Boys Aren't 10 (1998) o  Where the Boys Aren't 12 (2000) y alguna heterosexual, como en Jenteal Loves Rocco (1997) o Riding Lessons (1997).
En el año 2020 y coincidiendo con su matrimonio anuncia su retirada. Ese mismo año tras una infección a causa de un tatuaje, muere en Filipinas.

## Vida personal
Estuvo casada con Christopher Michael Kastigar (1985-2015 divorcio) con quien tuvo tres hijos.